# Аномальный магнитный момент
Анома́льный магни́тный моме́нт — отклонение величины магнитного момента элементарной частицы от значения, предсказываемого квантовомеханическим релятивистским уравнением движения частицы Дирака. По этому уравнению магнитный момент частицы прямо пропорционален её механическому моменту и равен:
{\displaystyle \mathbf {\mu } =g\mu _{0}s,}
где {\displaystyle \mu _{0}} — величина магнетон для данного типа частиц,
{\displaystyle \mathbf {s} } — спиновой момент момент в единицах постоянной Планка {\displaystyle \hbar },
{\displaystyle g} — множитель Ланде (g-фактор), зависящий от типа частицы.
Для частиц со спином 1/2 уравнение Дирака предсказывает значение g-фактора равное 2, экспериментально измеренные значения магнитного момента немного отличаются от этого значения.
Это отклонение называют аномальным магнитным моментом {\displaystyle a,} который определяют формулой:
{\displaystyle a={\frac {g-2}{2}}.}
В квантовой электродинамике аномальный магнитный момент электрона и мюона вычисляется методом радиационных поправок (пертурбативным методом), в квантовой хромодинамике магнитные моменты сильно взаимодействующих частиц (адронов) вычисляются методом операторного разложения (непертурбативным методом).

## Значение для электрона
Первое приближение для вычисления радиационных поправок — это расчёт по однопетлевому вкладу в аномальный магнитный момент, это соответствует первой и наибольшей квантово-механической поправке и находится путём вычисления вершинной функции, показанной на рисунке диаграммы Фейнмана. Расчёт однопетлевого вклада {\displaystyle a_{\text{e}}} относительно прост и выражается формулой:
{\displaystyle a_{\text{e}}={\frac {\alpha }{2\pi }}\approx 0{,}0011614,}
где {\displaystyle \alpha } — постоянная тонкой структуры.
Учёт радиационных поправок более высоких порядков позволяет вычислить магнитный момент электрона с очень высокой точностью. Его теоретическая величина {\displaystyle \mu _{theor}} может быть представлена как разложение в ряд по степеням постоянной тонкой структуры {\displaystyle \alpha } и по состоянию на 1978 год выражается формулой:
{\displaystyle \mu _{theor}=\mu _{0}\left[1+{\frac {\alpha }{2\pi }}-0,32848{\frac {\alpha ^{2}}{\pi ^{2}}}+1,184175{\frac {\alpha ^{3}}{\pi ^{3}}}+\dots \right]=1,001159652236(28)\mu _{0},}
где {\displaystyle \mu _{0}={\frac {e\hbar }{2m_{e}c}}} — магнитный момент электрона вычисленный по теории Дирака (магнетон Бора),
Эксперимент проведённый в 2003 году даёт следующее значение магнитного момента электрона:
{\displaystyle \mu _{exp}=1,0011596521869(41)\times \mu _{0}}, c относительной погрешностью {\displaystyle 4,0\times 10^{-12},}
Для электрона экспериментальные и теоретические значения аномального магнитного момента согласуются с высокой точностью, экспериментальное значение {\displaystyle a_{e}^{exp}=1159652193(4)\times 10^{-12}}, теоретическое значение {\displaystyle a_{e}^{theor}=1159652460\times 10^{-12}} (см. также критику).

## Значение для мюона
Теоретическое значение магнитного момента для мюона в первом приближении даётся формулой:
{\displaystyle \mu _{muon}\approx {\frac {e\hbar }{2m_{\mu }c}}\left[1+{\frac {\alpha }{2\pi }}+0,76{\frac {\alpha ^{2}}{\pi ^{2}}}\right]}
Наиболее точное теоретическое значение аномального магнитного момента мюона:
aμSM = 116591804(51)×10−11
Наиболее точное экспериментальное значение аномального магнитного момента мюона:
aμexp = 116592059(22)×10−11.
Расхождение между экспериментальным и теоретическим значениями {\displaystyle a_{\mu }} возможно является неизвестным эффектом физики за пределами Стандартной модели.

## Значение для тау-лептона
Согласно прогнозам Стандартной модели, аномальный магнитный дипольный момент тау-лептона должен быть равен
{\displaystyle a_{\tau }=0.00117721(5)},
в то время как наилучшая экспериментально измеренная оценка {\displaystyle a_{\tau }} находится в пределах
{\displaystyle -0.052<a_{\tau }<+0.013}.
Очень короткое время жизни тау-лептона (2,9⋅10−13 с) является серьёзным техническим препятствием для проведения высокоточного измерения {\displaystyle a_{\tau }}.

## Значения для нейтрона и протона
Собственный магнитный момент для протона по модифицированному уравнению Дирака должен равняться ядерному магнетону {\displaystyle \mu _{N}.} В действительности он равен {\displaystyle \mu _{p}=2,792847350(9)\times \mu _{N}}.
У нейтрона согласно уравнению Дирака не должно быть магнитного момента, поскольку нейтрон не несёт электрического заряда, но опыт показывает, что магнитный момент существует и приблизительно равен {\displaystyle \mu _{n}=-1,91304272(45)\times \mu _{N}} с относительной погрешностью {\displaystyle 2,4\times 10^{-7}}.
Аномальные магнитные моменты протона и нейтрона возникают из-за того, что протон и нейтрон в действительности состоят из электрически заряженных кварков.
Отношение магнитных моментов нейтрона и протона {\displaystyle {\frac {\mu _{n}}{\mu _{p}}}=-{\frac {2}{3}}} объясняется кварковой теорией.
Теоретические значения магнитных моментов протона и нейтрона в рамках теории КХД, хорошо согласующиеся с экспериментальными данными, были получены Б. Л. Иоффе и А. В. Смилгой в 1983 году. Они составляют (в единицах {\displaystyle \mu _{N}}):
для протона:
{\displaystyle \mu _{p}={\frac {8}{3}}\left(1+{\frac {1}{6}}{\frac {a}{m_{p}^{3}}}\right)=2,9(3),}
для нейтрона:
{\displaystyle \mu _{n}=-{\frac {4}{3}}\left(1+{\frac {2}{3}}{\frac {a}{m_{n}^{3}}}\right)=-1,9(2),}
где {\displaystyle a=-(2\pi )^{2}<0\mid {\overline {q}}q\mid 0>~\approx ~0,55GeV^{3}} — вакуумное среднее кваркового поля (кварковый конденсат), определяемое методами алгебры токов из экспериментальных данных по распаду пиона.

## Магнитный момент кварка
Магнитный момент кварка в {\displaystyle g=2,79{\frac {m_{q}^{*}}{m_{p}}}} раз превышает «магнетон кварка» {\displaystyle {\frac {e\hbar }{2m_{q}c}}}, где {\displaystyle m_{q}^{*}=m_{q}-U_{0}} — «приведённая масса» кварка, {\displaystyle m_{q}} — масса кварка, {\displaystyle m_{p}} — масса протона, {\displaystyle U_{0}} — глубина потенциальной ямы для кварка в нуклоне. Величина {\displaystyle g\approx 1}, в согласии с экспериментальными данными по электромагнитным распадам.